# Megupsilon aporus
Megupsilon aporus – gatunek ryby z rodziny karpieńcowatych (Cyprinodontidae), jedyny przedstawiciel rodzaju Megupsilon. Został opisany w 1972 roku. Występował endemicznie w źródle rzeki Potosi w stanie Nuevo León w Meksyku, jednak od 1994 roku nie zaobserwowano żadnego osobnika i gatunek został uznany za wymarły na wolności. W 2012 r. zmarł także ostatni osobnik żyjący w niewoli i gatunek jest uznawany za wymarły.